# Catopsilia
A Catopsilia  a rovarok (Insecta) osztályának a lepkék (Lepidoptera) rendjébe, ezen belül a fehérlepkék (Pieridae) családjába tartozó nem.

## Rendszerezés
A nembe az alábbi fajok tartoznak:
- Catopsilia florella
- Catopsilia gorgophone
- Catopsilia mabillei
- Catopsilia pomona
- Catopsilia pyranthe
- Catopsilia scylla
- Catopsilia thauruma